# Sabile
Sabile  est une ville de Lettonie au cœur du canton de Talsi (Talsu Novads) dans la région de la Courlande (Kurzeme) en Lettonie. Elle a 1 404 habitants pour une superficie de 4,34 km2.

## Histoire
La fondation de la ville date de l'époque livonienne mais des traces d'un peuplement antérieur ont été mises au jour. Son développement est essentiellement dû au commerce et elle compte 16486 habitants. La ville est principalement connue pour sa vigne qui est inscrite au Livre Guinness des records comme la plus septentrionale du monde.

## Vignoble
La vigne y pousse. On y fabrique un vin honorable,
.

## Galerie

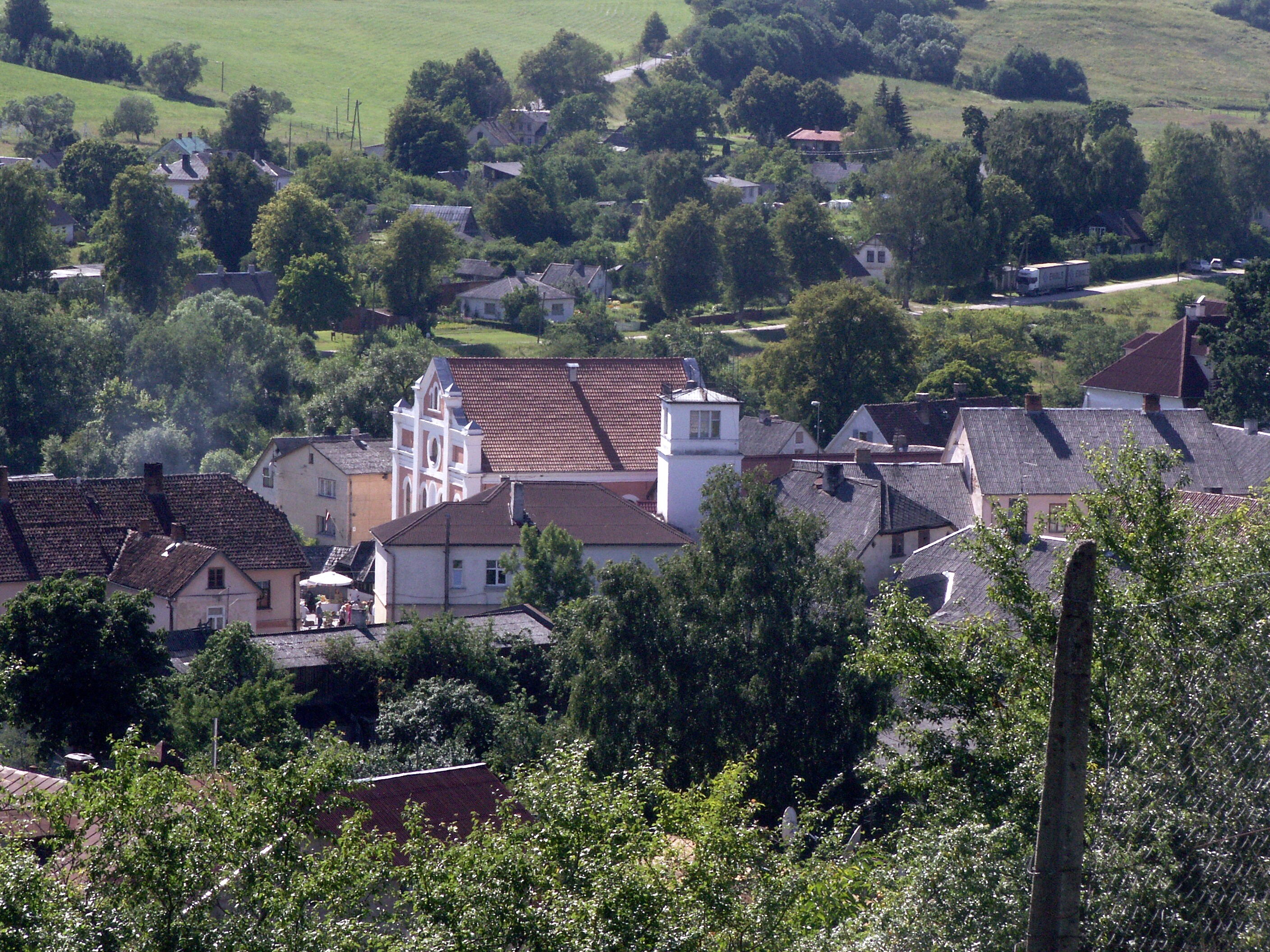
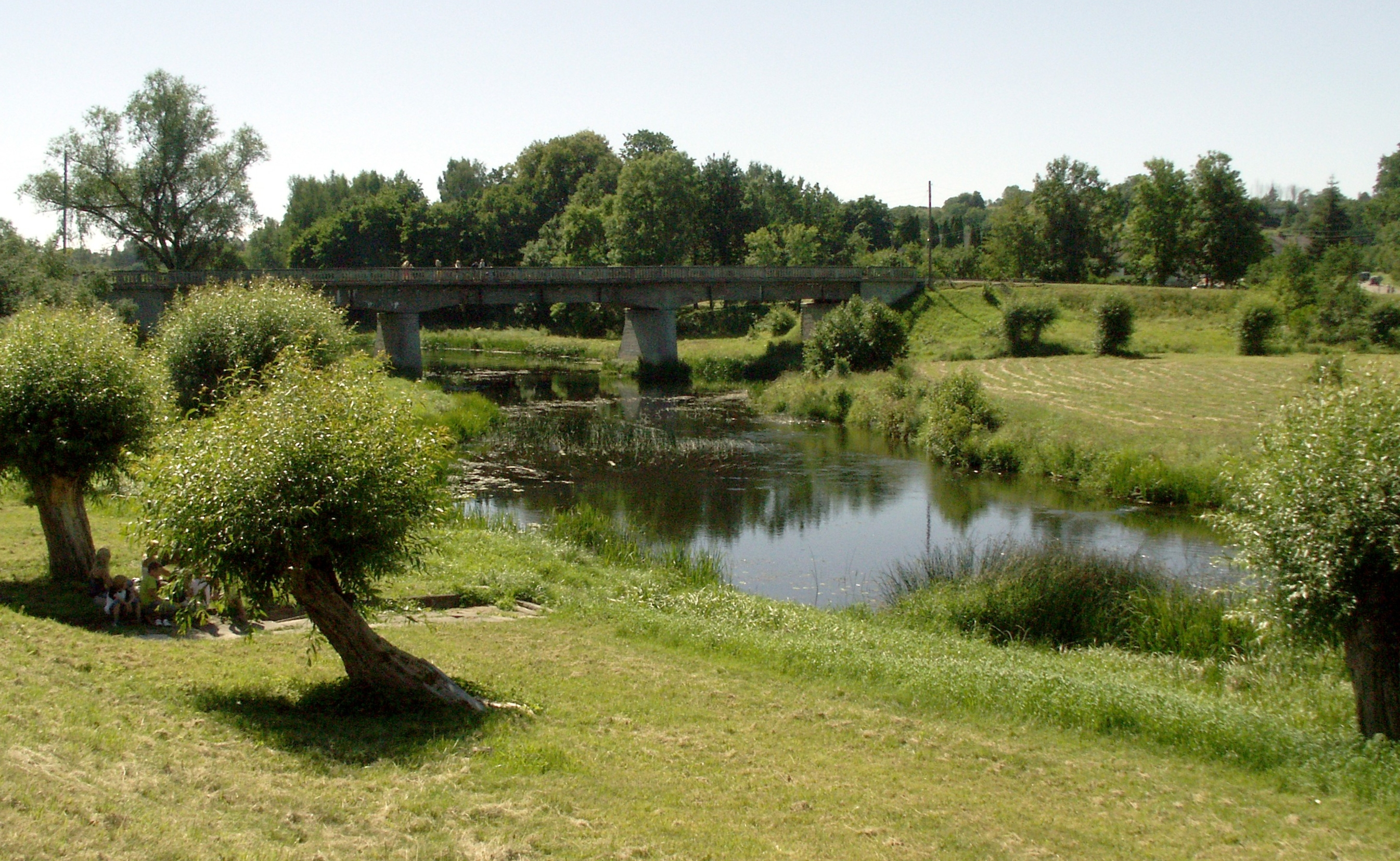
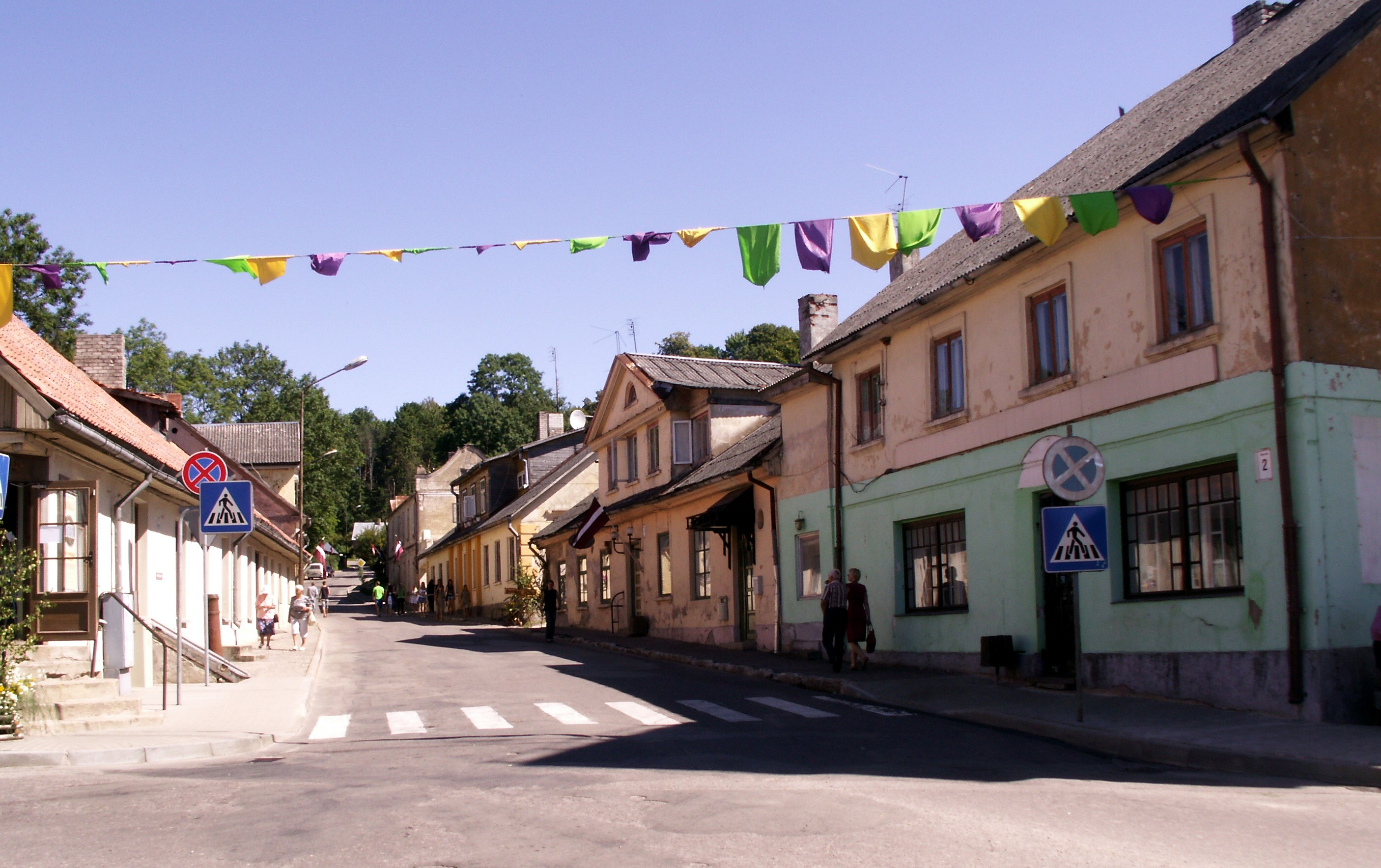
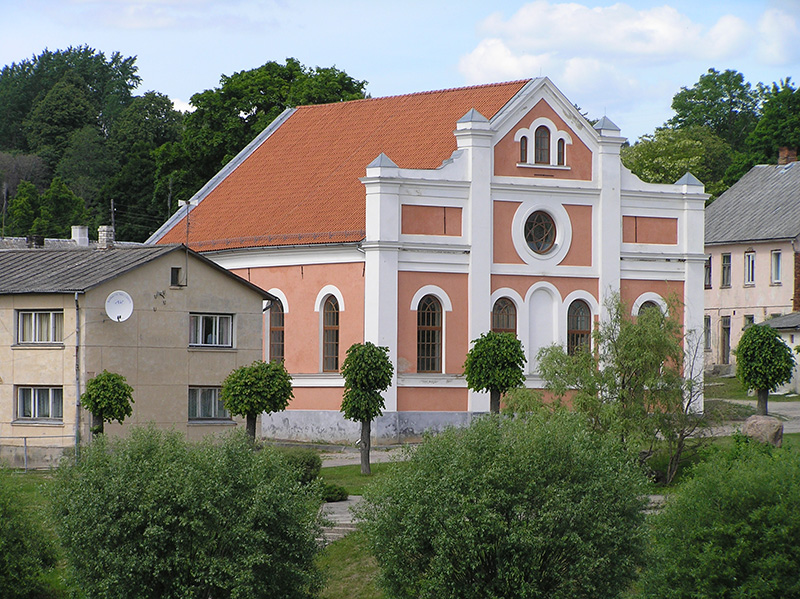
Ancienne synagogue de la ville, aujourd'hui un centre culturel.